# R2A寒天培地
R2A寒天培地（英：R2A agar , Reasoner's 2A agar）は、通常飲料水に生息する細菌 を研究するために開発された培地 である。これらの細菌は生育が遅い種である傾向があり、より栄養豊富な培地では生育の早い種によってすぐに増殖が抑制されてしまう。
1985年に開発されて以来、より栄養豊富で複雑な有機培地ではなかなか増殖しない他の多くの細菌を培養できることが分かっている。

## 典型的な組成 (% w/v)
- プロテオースペプトン,   0.05%
- カザミノ酸,      0.05%
- 酵母エキス,      0.05%
- グルコース,           0.05%
- 可溶性デンプン,    0.05%
- リン酸水素二カリウム,   0.03%
- 硫酸マグネシウム,  0.005%
- ピルビン酸ナトリウム,  0.03%
- 寒天,  1.5%

最終pH 7.2 ± 0.2 @ 25 °C